# Discografia di Pharrell Williams

## Album

### Album in studio
- 2006 - In My Mind
- 2014 - Girl

### Mixtape
- 2006 - In My Mind: The Prequel

## Extended play
- 2001 - The Call Remix (con Backstreet Boys e The Clipse, Jive Records)
- 2014 - Pink Slime (con Mac Miller, Rostrum Records)

## Singoli

### Come artista principale
- 2003 – Frontin'
- 2005 – Can I Have It Like That (feat. Gwen Stefani)
- 2005 – Angel
- 2006 – Number One (feat. Kanye West)
- 2006 – That Girl (feat. Snoop Dogg e Charile Wilson)
- 2013 – Happy
- 2014 – Marilyn Monroe
- 2014 – Come Get It Bae
- 2014 – Gust of Wind
- 2014 – It Girl
- 2014 – Freedom
- 2016 – Crave
- 2016 – Able
- 2018 – Sangria Wine (con Camila Cabello)
- 2018 – The Mantra (con Kendrick Lamar e Mike Will Made It)
- 2018 – E-Lo (Con i Los Unidades feat. Jozzy)
- 2020 – Entrepreneur (feat. Jay-Z)
- 2024 – Airplane Tickets (feat. Swae Lee & Rauw Alejandro)
- 2024 - Doctor (Work It Out) feat Miley Cyrus

### Come artista ospite
- 2000 – Shake Ya Ass (con Mystikal)
- 2000 – I Just Wanna Love U (Give It 2 Me) (con Jay-Z)
- 2002 – Formal Invite (con Ray J)
- 2002 – Pass the Courvoisier, Part II (con Busta Rhymes e P. Diddy)
- 2002 – Boys (con Britney Spears)
- 2002 – When the Last Time (con i Clipse)
- 2002 – From tha Chuuuch to da Palace (con Snoop Dogg)
- 2003 – Beautiful (con Snoop Dogg)
- 2003 – Excuse Me Miss (con Jay-Z)
- 2003 – Belly Dancer (con Kardinal Offishall)
- 2003 – Show Me Your Soul (con P. Diddy, Lenny Kravitz e Loon)
- 2003 – Light Your Ass on Fire (con Busta Rhymes)
- 2003 – Change Clothes (con Jay-Z)
- 2004 – Drop It like It's Hot (con Snoop Dogg)
- 2004 – Let's Get Blown (con Snoop Dogg)
- 2006 – Wanna Love Your Girl (con Robin Thicke)
- 2006 – Margarita (con Sleepy Brown e Big Boi)
- 2006 – Mr. Me Too (con Clipse)
- 2006 – Money Maker (con Ludacris)
- 2006 – Sex 'n' Money (con Paul Oakenfold)
- 2007 – Give It Up (con Twista)
- 2008 – I Know (con Jay-Z)
- 2008 – Zock On! (con Teriyaki Boyz e Busta Rhymes)
- 2008 – Universal Mind Control (con Common)
- 2008 – Announcement (con Common)
- 2009 – Work That! (con Teriyaki Boyz e Chris Brown)
- 2009 – Blanco con (con Pitbull)
- 2009 – I'm Good (con Clipse)
- 2009 – Popular Demand (Popeyes) (con Clipse e Cam'ron)
- 2010 – ADD SUV (con Uffie)
- 2010 – One (con Swedish House Mafia)
- 2011 – Here Ye, Hear Ye (con T.I.)
- 2012 – Celebrate (con Mika)
- 2013 – Blurred Lines (con Robin Thicke)
- 2013 – Get Lucky (con i Daft Punk)
- 2013 – Feds Watching (con 2 Chainz)
- 2013 – Get Like Me (con Nelly e Nicki Minaj)
- 2013 – Lose Yourself to Dance (con i Daft Punk)
- 2013 – ATM Jam (con Azealia Banks)
- 2014 – Move That Dope (con Future, Pusha T & Casino)
- 2014 – Aerosol Can (con Major Lazer)
- 2014 – Paperwork (con T.I.)
- 2015 – Finna Get Loose (con Puff Daddy)
- 2015 – WTF (Where They From) ( con Missy Elliott)
- 2016 – Dream Bigger (con Axwell^Ingrosso)
- 2016 – Safari (con J Balvin, Bia e Sky)
- 2016 – Surfin' ( con Kid Cudi)
- 2017 – Heatstroke (con Calvin Harris, Young Thug, Ariana Grande)
- 2017 – Feels (con Calvin Harris , Katy Perry e Big Sean)
- 2022 - Stay with Me (Calvin Harris, Justin Timberlake, Halsey e Pharrell Williams)

### Altre apparizioni come ospite
- 2001: What's Yo Name in I'm Serious di T.I.
- 2002: Mr. Baller in Rock City di Royce da 5'9"
- 2002: Crew Dreep (The V.A. Remix)
- 2004: The Art of Noise e Let's Stay Together in Cee-Lo Green... Is the Soul Machine di Cee Lo Green
- 2004: Hot Sauce to Go in Kiss to Death di Judakiss
- 2004: Play It Off in Suit di Nelly
- 2005: Goin' Out in The Firts Lady con Faith Evans e Pusha T
- 2005: Already Platinum in Already Platinum di Slim Thug
- 2006: Goodlife in King con T.I. e Common
- 2006: Gettin' Some Head in Dedication 2 di Lil Wayne
- 2006: Gettin' Some (remix) in Block Music
- 2006: Vente Mami in N.O.R.E. y la Familia... Ya Tú Sabe con N.O.R.E. e Zion
- 2006: Anything in Kingdom Come con Jay-Z e Usher
- 2007: Yummy in The Sweet Escape di Gwen Stefani
- 2007: Cheers in Gangsta Grillz: The Album con DJ Drama e Clipse
- 2008: Let It Go (Lil Mama) in Brass Knuckles di Nelly
- 2009: Ay Man con Lil Wayne
- 2009: Stress Ya in The Last Kiss di Judakiss
- 2009: Kill Dem in Back on My B.S. di Busta Rhymes
- 2009: So Ambitious in The Blueprint 3 di Jay-Z
- 2009: Let It Loose in Attention Deficit di Wale
- 2009: Special in Malice n Wonderland di Snoop Dogg
- 2010: Prettiest Girls, Rocket's Theme, Minion Mambo e Fun, Fun, Fun dalla colonna sonora di Cattivissimo me
- 2010: Amazing in No Mercy di T.I.
- 2011: In My '64 e Dedicated in Purp & Patron di The Game
- 2011: If You Want To in Give the Drummer Some di Travis Barker
- 2011: This Shit Real Nigga in 1977 di The-Dream
- 2011: Raid in Fear of God II: Let Us Pray con Pusha T e 50 Cent
- 2012: MMG the World is Ours in Rich Forever con Rick Ross, Meek Mill e Stalley
- 2012: Lil' Home in Careless World: Rise of the Last King di Tyga
- 2012: When My Niggas Come Home, It Must Be Tough, They Don't Want None, Roll My Shit in California Republic di The Game
- 2012: Chasin' Paper in The Stoned Immaculate di Currensy
- 2012: Twisted in Looking 4 Myself di Usher
- 2012: Lift Of in Contrast di Conor Maynard
- 2012: As Far As They Know in Idle Time di Buddy
- 2012: Errybody con Masia One, Game e Isis
- 2012: Presidential (remix) in The Black Bar Mitzvah con Rick Ross
- 2012: Rise Above in O.N.I.F.C. di Wiz Khalifa
- 2012: Pretty Flacko (remix) in Long. Live. ASAP di ASAP Rocky
- 2013: IFHY in Wolf di Tyle, The Creator
- 2013: The Problem (Lawwwddd) in Student of the Game di N.O.R.E.
- 2013: IDGAF con Mike Posner
- 2013: Hugs in The Wack Album di The Lonely Island
- 2013: Feet to the Fire in Talk a Good Game di Kelly Rowland
- 2013: IDGAF in M.O. di Nelly
- 2013: S.N.I.T.C.H. in My Name Is My Name di Pusha T
- 2014: Oh Yeah e Light 'Em Up (RIP Doe B) in Paperwork di T.I.
- 2015: Shine con Gwen Stefani dalla colonna sonora del film Paddington
- 2015: Keep Da O's da Cherry Bomb di Tyler, the Creator
- 2015: Tease da Hollywood: A Story of a Dozen Roses di Jamie Foxx

## Produzioni discografiche
- 2005: Can I Have It Like That (singolo)
- 2006: Angel (singolo)
- 2006: Number One (singolo)
- 2006: In My Mind (album)
- 2006: That Girl (singolo)
- 2006: Jealouso (brano di Pitbull)
- 2008: She Will Be Loved (Remix) (brano dei Maroon 5)
- 2008: w.a.m.s. (brano di Fall Out Boy)
- 2009: Kill Dem (brano di Busta Rhymes)
- 2010: Public Garden (brano di Asher Roth)
- 2010: It Must Be Me (brano di The Game)
- 2010: 8 brani della colonna sonora di Cattivissimo me
- 2010: The Good Life (brano di Chiddy Bang)
- 2011: due brani di The Game presenti nell'album Purp & Patron
- 2011: Come and Get Wicked (brano di Travis Barker)
- 2011: Anywhere (Snippet) (brano di Jared Evan)
- 2011: due brani di The Game presenti in The R.E.D. Album
- 2011: nove brani di Gloria Estefan inseriti nell'album Miss Little Havana (incluso il singolo Wepa)
- 2011: Stand Up (brano di Javier Colon)
- 2012: Sexify (singolo di Leah LaBelle)
- 2012: Sweet Life (singolo di Frank Ocean)
- 2012: Lil' Home (brano di Tyga)
- 2012: due brani di Adam Lambert
- 2012: Inevitable (brano di Scissor Sisters)
- 2012: Chasin' Papers (brano di Currensy)
- 2012: due brani di Usher inseriti nell'album Looking 4 Myself
- 2012: Sweet Life di Frank Ocean
- 2012: due brani di Conor Maynard dell'album Contrast
- 2012: Presidential e Presidential (Remix) (brano di Rick Ross)
- 2012: Good kid (brano di Kendrick Lamar)
- 2012: Rise Above (brano di Wiz Khalifa)
- 2013: Blurred Lines (singolo di Robin Thicke)
- 2013: Lolita (singolo di Leah LaBelle)
- 2013: Feds Watching (singolo di 2 Chainz)
- 2013: Twerk It (singolo di Busta Rhymes)
- 2013: #ATMJAM (singolo di Azealia Banks)
- 2013: Nuclear (brano delle Destiny's Child)
- 2013: Doing the Most (brano di RDGLDGRN)
- 2013: The Problem (Lawwwddd) (brano di N.O.R.E.)
- 2013: tre brani di Kelly Rowland dell'album Talk a Good Game
- 2013: Objects in the Mirror (brano di Mac Miller)
- 2013: cinque brani della colonna sonora di Cattivissimo me 2
- 2013: due brani di Jay-Z presenti nell'album Magna Carta Holy Grail
- 2013: quattro tracce di Mayer Hawthorne dell'album Where Does This Door Go
- 2013: Aim High (brano di John Legend)
- 2013: Feds Watching (brano di 2 Chainz)
- 2013: Wanderlust (Remix) (brano di The Weeknd)
- 2013: Love Is the Answer (brano di Aloe Blacc)
- 2013: cinque tracce di Nelly incluse nell'album M.O. (compreso il singolo Get Like Me)
- 2013: quattro brani di Miley Cyrus inserite nell'album Bangerz
- 2013: due brani di Pusha T dell'album My Name Is My Name
- 2013: Happy (singolo)
- 2013: due brani di Beyoncé inseriti in Beyoncé
- 2014: quattro brani di Jennifer Hudson dall'album JHUD
- 2015: Bush (album di Snoop Dogg)
- 2015: Alright di Kendrick Lamar
- 2018: sette brani di Ariana Grande inseriti in Sweetener